# Kameschkowo
Kameschkowo (russisch Камешково) ist eine Stadt in der Oblast Wladimir (Russland) mit 13.103 Einwohnern (Stand 14. Oktober 2010).

## Geografie
Die Stadt liegt in der Kljasma-Nerl-Niederung etwa 40 km nordöstlich der Oblasthauptstadt Wladimir links der Kljasma, eines linken Nebenflusses der in die Wolga mündenden Oka.
Kameschkowo ist Verwaltungszentrum des gleichnamigen Rajons.

## Geschichte
Kameschkowo entstand 1892 als Arbeitersiedlung im Zusammenhang mit der Errichtung einer Weberei.
1927 wurde der Status einer Siedlung städtischen Typs und am 12. Juni 1951 das Stadtrecht verliehen. Seit 10. Februar 1940 ist der Ort Verwaltungssitz eines nach ihm benannten Rajons.

### Bevölkerungsentwicklung
| Jahr | Einwohner |
| ---- | --------- |
| 1939 | 9.283     |
| 1959 | 11.834    |
| 1970 | 12.865    |
| 1979 | 14.080    |
| 1989 | 15.061    |
| 2002 | 14.161    |
| 2010 | 13.103    |

Anmerkung: Volkszählungsdaten

## Kultur und Sehenswürdigkeiten
In der Umgebung der Stadt gibt es verschiedene Architekturdenkmäler des 17. bis 19. Jahrhunderts, darunter die Auferstehungskirche (Воскресенская церковь/Woskressenskaja zerkow) von 1794 im Dorf Woskressenskoje, die Kirche der Ikone der Georgischen Gottesmutter (церковь Грузинской Богоматери/zerkow Grusinskoi Bogomateri) von 1812 im Dorf Gaticha und die Dreifaltigkeitskirche (Троицкая церковь/Troizkaja zerkow) von 1801 im Dorf Gorki.

## Wirtschaft und Infrastruktur
Größtes Unternehmen der Stadt ist die Textilfabrik, welche Baumwollstoffe, Gaze und Watte herstellt. Daneben gibt es eine elektrotechnische Fabrik und Betriebe der Lebensmittelindustrie.
Die Stadt liegt an der 1862 eröffneten Eisenbahnstrecke Moskau–Nischni Nowgorod (Streckenkilometer 235), auf der heute ein Großteil der Züge der Transsibirischen Eisenbahn auf ihrem Westteil ab Moskau verkehrt.